# كريستيان كاباليك
كريستيان كاباليك مواليد 3 أكتوبر 1978 في سراييفو، جمهورية يوغوسلافيا الاشتراكية الاتحادية، هو لاعب كرة مضرب بوسني سابق وكان يلعب باليد اليمنى. أعلى تصنيف له في الفردي كان المركز الـ 272 في سنة 2002. أعلى تصنيف له في الزوجي كان المركز الـ 324 في سنة 2002.

## روابط خارجية
- كريستيان كاباليك على موقع IMDb (الإنجليزية)
- كريستيان كاباليك على موقع قاعدة بيانات الفيلم (الإنجليزية)